# Croat
Il croat (plurale croats) è stata una moneta catalana d'argento introdotta nel 1285 da Pietro il Grande (1276-1285). La moneta è conosciuta anche come croat di Barcellona ed anche come xamberg. Corrisponde al grosso.
Al dritto era raffigurata l'effigie del conte di Barcellona ed al rovescio la croce da cui il nome. Inizialmente era chiamato "barcelonès e il nome di croat gli fu attribuito all'inizio del XV secolo.
Un croat valeva dodici "diner de tern", e corrispondeva come valore al real spagnolo.
I croat furono emessi dalle zecche delle città di Barcellona e Perpignano. Contemporaneamente furono posti in circolazione monete da mezzo e un quarto di croat.
La moneta fu emessa per diversi secoli, e il contenuto di argento variò nel tempo. Gli ultimi croat furono coniati a Barcellona negli anni 1705 e 1706, prima a nome di Filippo V di Spagna, e poi del pretendente Carlo III d'Austria.
| Vari croat |
| |
| |
| Alcuni croat, con le effigi rispettivamente di Ferdinando il Cattolico, Filippo III, Carlo II, Filippo V e Carlo III. In alto i dritti e sotto i rovesci. |